# Campo magnético crítico
El campo magnético crítico, Bc, (o su equivalente intensidad de campo magnética crítica, Hc) es el valor del campo magnético a partir del cual un superconductor que está a una temperatura fija inferior a su temperatura crítica pasa al estado normal.
Puesto que el campo magnético en sí está asociado al desplazamiento de cargas eléctricas, el campo magnético crítico está asociado con una corriente crítica Ic.
Al igual que sucede con la temperatura crítica, los superconductores de tipo I tienen un campo magnético crítico Hc que marca un cambio de fase brusco entre el estado superconductor y el normal (es decir, es un cambio de fase de primer orden). Sin embargo, los superconductores de tipo II tienen dos campos magnéticos críticos que se suelen designar por Hc1 y Hc2, de modo que cuando la muestra se halla entre ambos campos magnéticos las partículas en estado superconductor conviven con partículas en estado normal, con lo que el cambio de fase no es brusco sino gradual (es decir, de segundo orden).

## Historia
El hecho de que el estado superconductor se puede destruir no sólo aumentando la temperatura, sino también aplicando un campo magnético fue ya descubierto por el propio Onnes a comienzos del siglo XX. Esto resultó desalentador en un principio, desde el punto de vista de las aplicaciones, dado que aquello significaba a su vez la existencia de una corriente eléctrica crítica. Así, se vio que era posible tener una corriente eléctrica continua, pero limitada.
El descubrimiento del efecto Meissner en 1933 reveló una nueva faceta de los superconductores que amplió su potencial de aplicaciones, renovando el interés por su investigación y culminando con la teoría BCS en 1957, la cual explicó, entre otras cosas, el porqué de la existencia del campo magnético crítico desde el punto de vista microscópico.

## Relación con la temperatura crítica

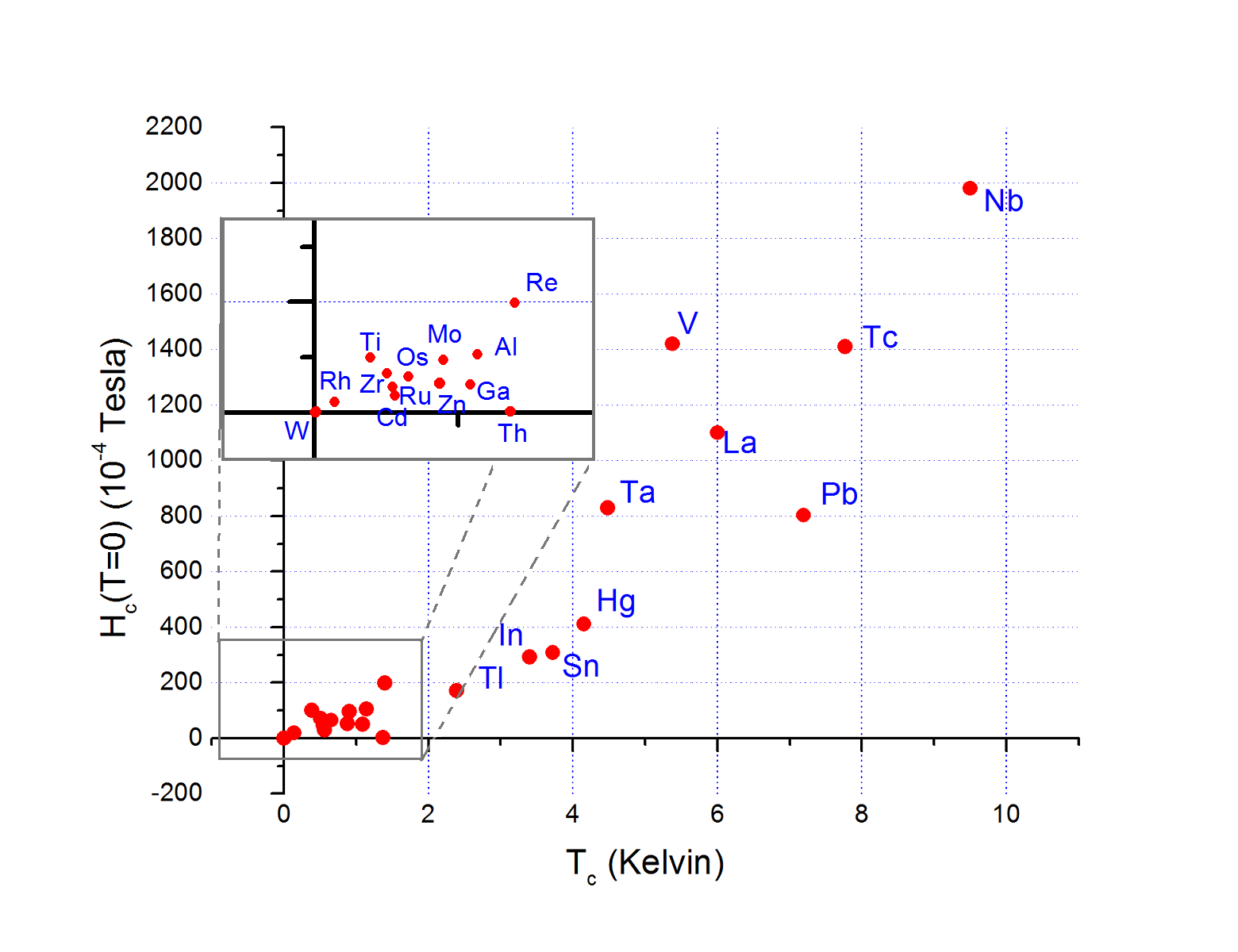
Relación entre las temperaturas críticas y campos magnéticos críticos en el cero absoluto para 24 superconductores de baja temperatura.

La temperatura crítica Tc sólo es aplicable en ausencia de campo magnético. Cuando aplicamos un campo magnético la sustancia alcanzará el cambio de fase al estado normal a temperaturas inferiores a la crítica, y cuando el campo H es igual o superior a un campo H0, la muestra no estará en estado superconductor ni siquiera en el cero absoluto.
De esta forma, se ha verificado experimentalmente, que el campo magnético crítico y la temperatura están relacionados mediante la ecuación:
{\displaystyle H_{c}(T)\simeq H_{0}\left(1-\left({\frac {T}{T_{c}}}\right)^{2}\right).}
A su vez, este campo magnético crítico máximo H0, es decir, el campo magnético crítico en el cero absoluto, Hc(0), tiene una correlación fuerte con la temperatura crítica, de esta manera se observa que por ejemplo:
- los superconductores como el Volframio que tienen una temperatura crítica muy baja (Tc = 0.012 K), también tendrán un campo magnético crítico muy bajo en el cero absoluto (Bc = 1.07 10-4 T), y
- los superconductores como el Niobio que tienen una temperatura crítica más elevada (Tc = 9.5 K), tendrán un campo magnético crítico más elevado en el cero absoluto (Bc = 0.198 T).

Si comparamos estas cantidades con el campo magnético terrestre, que es aproximadamente 5 10-5 T, vemos que de todos modos estos campos magnéticos críticos son relativamente grandes.